# 艾利斯保尼禾爾足球會
艾利斯保尼禾爾足球會（FC Aris Bonnevoie）是一支已經不存在的足球會，總部位於盧森堡南部的盧森堡市，它現在是盧森堡競賽足球會聯盟的一部分。

## 歷史
艾利斯保尼禾爾成立於1922年，在1960至1970年代踏入球隊頂峰，19623年首次奪得盧森堡國家足球聯賽冠軍並代表盧森堡參加歐洲比賽。在頂級聯賽的42個賽季中，艾利斯累積超過1,100分，在盧森堡球會中排名第十。艾利斯是歷年來少數盧森堡球會參與歐洲賽事進行第二輪比賽，並且作客魯營球場迎戰巴塞羅拿打進一球。
艾利斯於2001年與CS霍勒利希（CS Hollerich）合併組成CS聯盟01（CS Alliance 01）；2005年CS聯盟01與盧森堡體育會及盧森堡體育聯盟合併為盧森堡競賽足球會聯盟。

## 榮譽
- 盧森堡國家足球聯賽

 冠軍： (3): 1963–64, 1965–66, 1971–72
 亞軍： (1): 1970–71
- 盧森堡盃

 冠軍： (1): 1966–67
 亞軍： (5): 1963–64, 1967–68, 1971–72, 1975–76, 1978–79